# Clifton Cushman
Clifton Emmet Cushman (ur. 2 czerwca 1938 w Cedarville w stanie Michigan, zm. 25 września 1966 w Hajfongu) – amerykański  lekkoatleta (płotkarz), wicemistrz olimpijski z 1960, później oficer United States Air Force poległy w wojnie wietnamskiej.
Specjalizował się w biegu na 400 metrów przez płotki. Zdobył w tej konkurencji brązowy medal na igrzyskach panamerykańskich w 1959 w Chicago.
Na igrzyskach olimpijskich w 1960 w Rzymie wszystkie medale w biegu na 400 metrów przez płotki zdobyli reprezentanci Stanów Zjednoczonych. Złoty medal zdobył Glenn Davis, srebrny Cushman, a brązowy Dick Howard. Cushmanowi nie udało się zakwalifikować na igrzyska olimpijskie w 1964 w Tokio.
Był mistrzem Stanów Zjednoczonych (AAU) w biegu na 440 jardów przez płotki w 1961, a także brązowym medalistą w 1957.  Zdobył także akademickie mistrzostwo USA (NCAA) w biegu na 400 metrów przez płotki w 1960.
Był zawodowym oficerem, służył w US Air Force. Brał udział w wojnie wietnamskiej. 25 września kapitan Cushman pilotował samolot F-105D Thunderchief z misją zbombardowania mostu kolejowego. Jego samolot został trafiony pociskiem artylerii przeciwlotniczej. Dalsze losy Cushmana nie są znane. Został uznany za zaginionego w walce i oficjalnie uznany za zmarłego 20 listopada 1975.